# Kostel svatého Václava (Tišnov)
Kostel svatého Václava je římskokatolický chrám ve městě Tišnov v okrese Brno-venkov. Je chráněn jako kulturní památka České republiky. Je farním kostelem tišnovské farnosti a zároveň děkanským kostelem tišnovského děkanství.

## Historie
Jednolodní gotická stavba z druhé poloviny 15. století stojí na vyvýšeném místě na východním okraji historického jádra města, na místě staršího dřevěného kostela, o němž je první písemná zmínka z roku 1239. V 18. století byl chrám zbarokizován. Kostelní věž čtvercového půdorysu byla původně samostatně stojící hláska ze čtyřicátých let 16. století, součástí kostela se stala až při stavebních úpravách v letech 1846–1853, kdy došlo k prodloužení chrámové lodi asi o 10 metrů, přístavbě mariánské kaple (na jižní straně) a oratoře, vestavbě nové kruchty a úpravě přízemí na Boží hrob (ten však byl později zrušen). V prvním patře věže se zachovala gotická žebrová klenba.
Nejstarší kostelní zvon je z roku 1666, největší z roku 1672 (900 kg), dále jsou zde ještě dva zvony z roku 1956. Obrazy svatého Václava na hlavním oltáři a svatého Cyrila a Metoděje na postranním oltáři namaloval vídeňský nazarénský malíř Ignatz Dullinger na náklady JUDr. Jana Dvořáčka, tišnovského rodáka a zemského poslance. Před kostelem se zachoval zbytek zdi kostelního opevnění se střílnami.